# IC 771
IC 771 ist eine Balken-Spiralgalaxie vom Hubble-Typ SBc im Sternbild Jungfrau an der Ekliptik. Sie ist schätzungsweise 260 Millionen Lichtjahre von der Milchstraße entfernt und hat einen Durchmesser von etwa 45.000 Lichtjahren. Unter der Katalognummer VCC 142 wird sie als Mitglied des Virgo-Galaxienhaufens gelistet.
Im selben Himmelsareal befinden sich u. a. die Galaxien NGC 4216, NGC 4206, IC 3059, IC 3064.
Das Objekt wurde am 1. April 1891 vom österreichischen Astronomen Rudolf Spitaler entdeckt.